# 黑双锯鱼
黑双锯鱼（学名：Amphiprion melanopus）为輻鰭魚綱鱸形目隆頭魚亞目雀鲷科双锯鱼属的鱼类。

## 分布
本魚分布於太平洋區，包括印尼、巴布亞紐幾內亞、澳洲、斐濟、所羅門群島、新喀里多尼亞、東加、萬那杜、馬紹爾群島、吉里巴斯、法屬波里尼西亞等海域。

## 深度
水深1至18公尺。

## 特徵
本魚體側扁，口小。成魚體橘色，具有一個垂直的黑邊白色的條紋在眼睛後面。稚魚體為紅色，有1到2條附加的白色橫帶在身體中央與尾部的基底，背鰭硬棘10枚；背鰭軟條16至18枚；臀鰭硬棘2枚；臀鰭軟條13至14枚，體長可達12公分。

## 生態
本魚棲息在珊瑚礁或潟湖，與海葵共生，並且不受宿主帶刺觸手的影響，為雌雄同體，具有嚴格的階級劃分，雌魚最大，繁殖中的雄魚第二大，並且隨著等級下降，雄魚非繁殖者逐漸變小，如果唯一的繁殖雌性死亡，繁殖的雄魚將變成雌魚，而最大的非繁殖者將成為繁殖的雄魚，以藻類及小型無脊椎動物為食。

## 相似種

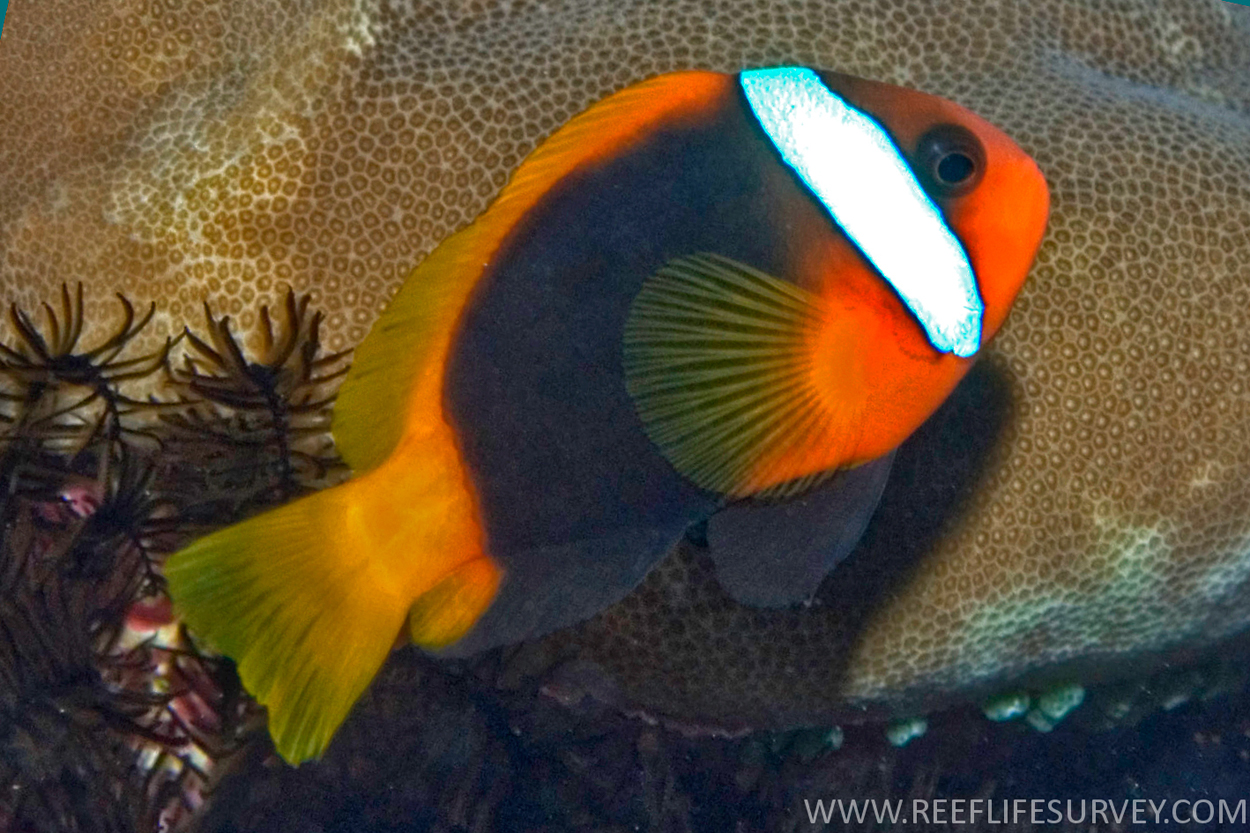
黑双锯鱼(A. melanopus)
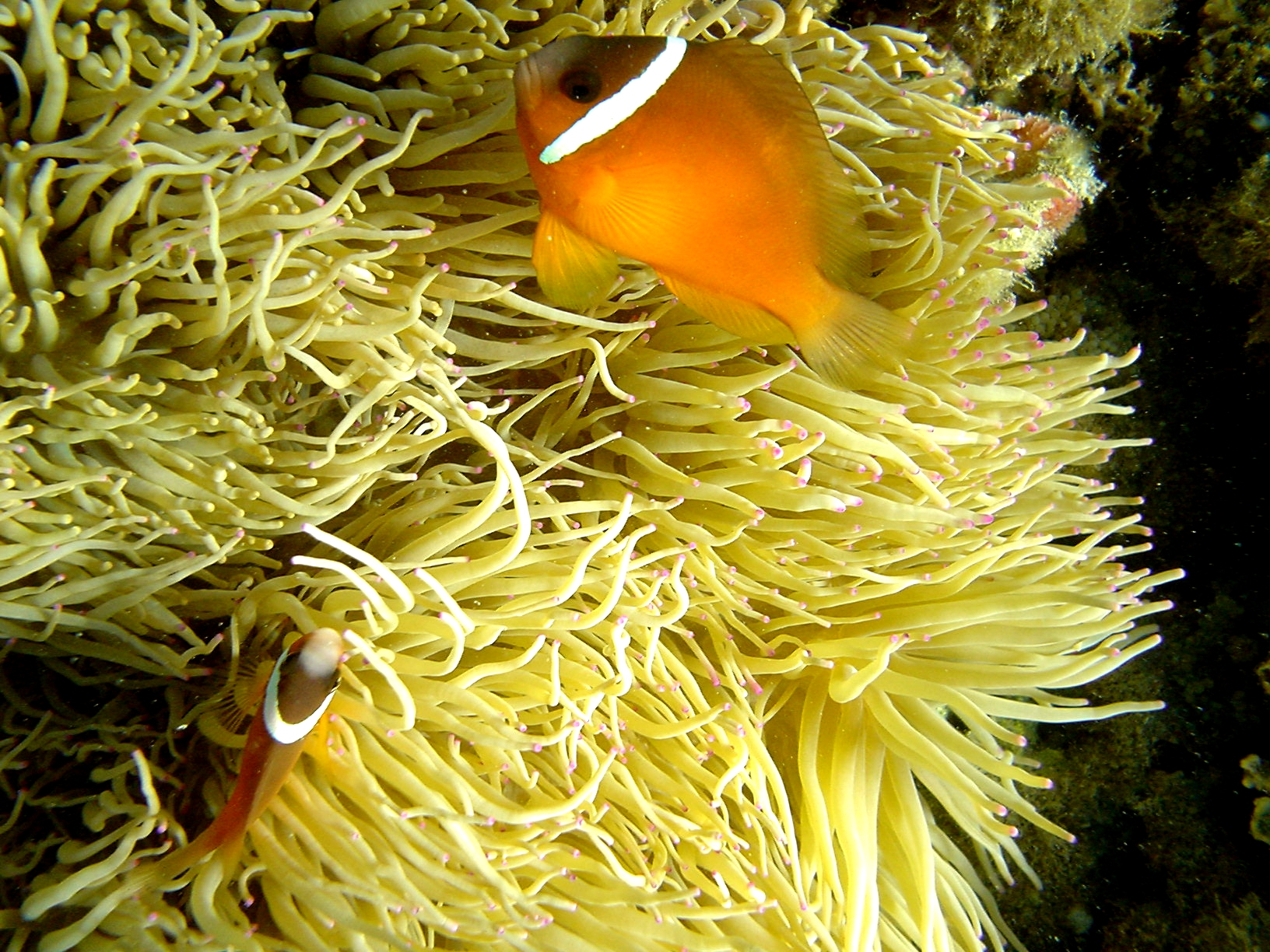
巴氏雙鋸魚(Amphiprion barberi)
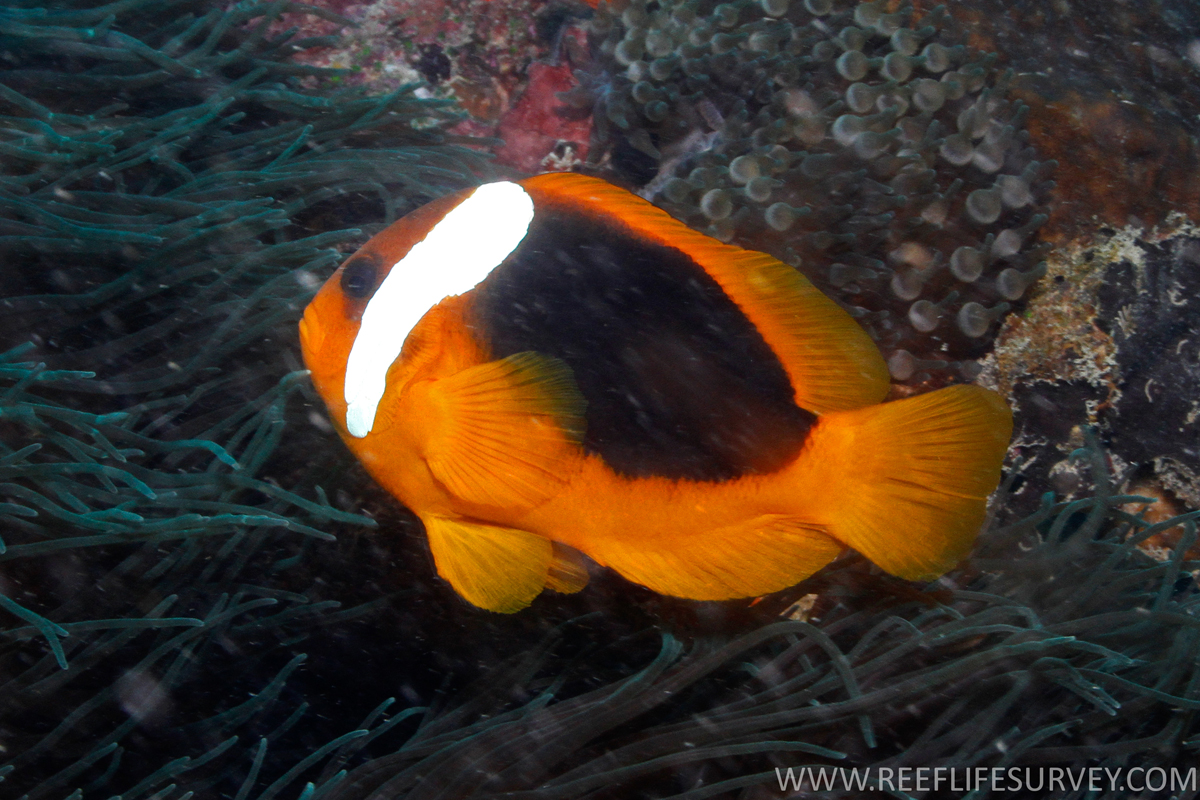
紅雙鋸魚(Amphiprion rubrocinctus)

## 經濟利用
黑双锯鱼是具有高經濟價值的觀賞魚。

## 扩展阅读
維基物種上的相關：黑双锯鱼